# Communauté de communes du Saint-Affricain
La communauté de communes du Saint-Affricain est une ancienne communauté de communes française, située dans le département de l'Aveyron et la région Occitanie.

## Historique
Elle est créée le 10 décembre 2001. Le 1er janvier 2017, elle fusionne avec la communauté de communes des Sept Vallons pour constituer la communauté de communes Saint Affricain, Roquefort, Sept Vallons.

## Territoire communautaire

### Composition
Cette communauté de communes était composée des 10 communes suivantes :
| Nom                     | Code Insee | Gentilé          | Superficie (km2) | Population (dernière pop. légale) | Densité (hab./km2) |
| ----------------------- | ---------- | ---------------- | ---------------- | --------------------------------- | ------------------ |
| Vabres-l'Abbaye (siège) | 12286      | Vabrais          | 41,36            | 1 170 (2014)                      | 28                 |
| Calmels-et-le-Viala     | 12042      | Calvialais       | 23,20            | 217 (2014)                        | 9,4                |
| Roquefort-sur-Soulzon   | 12203      | Roquefortais     | 17,03            | 613 (2014)                        | 36                 |
| Saint-Affrique          | 12208      | Saint-Affricains | 110,96           | 8 260 (2014)                      | 74                 |
| Saint-Félix-de-Sorgues  | 12222      | Saint-Féliciens  | 31,00            | 233 (2014)                        | 7,5                |
| Saint-Izaire            | 12228      | Saint-Izariens   | 34,48            | 303 (2014)                        | 8,8                |
| Saint-Jean-d'Alcapiès   | 12229      |                  | 8,62             | 263 (2014)                        | 31                 |
| Saint-Rome-de-Cernon    | 12243      | Saint-Romains    | 37,88            | 836 (2014)                        | 22                 |
| Tournemire              | 12282      | Tournemirois     | 8,91             | 412 (2014)                        | 46                 |
| Versols-et-Lapeyre      | 12292      | Verpeyrais       | 27,95            | 452 (2014)                        | 16                 |

## Administration

### Siège
Le siège de la communauté de communes était située à Vabres-l'Abbaye.

### Présidence
| Période                                  | Période       | Identité         | Étiquette | Qualité                 |
| ---------------------------------------- | ------------- | ---------------- | --------- | ----------------------- |
| décembre 2001                            | avril 2008    | Alain Fauconnier |           | Maire de Saint-Affrique |
| avril 2008                               | octobre 2013  | Jean-Luc Malet,  |           |                         |
| octobre 2013                             | avril 2014    | Michel Bernat    |           |                         |
| avril 2014                               | décembre 2016 | Alain Fauconnier |           | Maire de Saint-Affrique |
| Les données manquantes sont à compléter. |               |                  |           |                         |

### Compétences
La communauté de communes était compétente pour :
- Collecte et traitement des déchets des ménages et déchets assimilés
- Création, aménagement, entretien et gestion de zone d'activités industrielle, commerciale, tertiaire, artisanale ou touristique
- Action de développement économique (Soutien des activités industrielles, commerciales ou de l'emploi, soutien des activités agricoles et forestières...)
- Tourisme
- Construction ou aménagement, entretien, gestion d'équipements ou d'établissements culturels, socioculturels, socioéducatifs, sportifs
- Schéma de cohérence territoriale (SCOT)
- Création et réalisation de zone d'aménagement concerté (ZAC)
- Constitution de réserves foncières
- Organisation des transports urbains
- Organisation des transports non urbains
- Aménagement rural
- Études et programmation
- Création, aménagement, entretien de la voirie

Elle était adhérente au Syndicat mixte du Parc naturel régional des Grands Causses.